# Hières-sur-Amby
Pour les articles homonymes, voir Hyères (homonymie) et Amby.
Pour l’article ayant un titre homophone, voir Yerres.
Hières-sur-Amby est une commune française située dans le département de l'Isère en région Auvergne-Rhône-Alpes.
Historiquement rattachée à l'ancienne province du Dauphiné, la commune, à l'aspect essentiellement rural est positionnée à l'ouest région naturelle de l'Isle-Crémieu, elle-même située dans la pointe nord du département.
Les habitants se dénomment les Hiérois.

## Géographie

### Situation et description
La commune est située au nord du département de l'Isère dans l'arrondissement de La Tour-du-Pin et le canton de Charvieu-Chavagneux, à l'ouest de l'agglomération lyonnaise et séparée du département de l'Ain par le Rhône.
Hières-sur-Amby faisait partie de la communauté de communes de l'Isle-Crémieu qui regroupe toutes les communes autour de Crémieu, de la plaine côté Lyon avec Chamagnieu ou Villemoirieu jusqu'à la zone de collines d'Optevoz. En 2017, à la suite de la fusion de plusieurs collectivités, la commune a adhéré à la  Communauté de communes Les Balcons du Dauphiné.

### Communes limitrophes
|                    | La Balme-les-Grottes |                           |
| Saint-Vulbas (Ain) | Hières-sur-Amby      | Saint-Baudille-de-la-Tour |
| Vernas             | Annoisin-Chatelans   |                           |

### Géologie
La commune se trouve à la jonction de deux unités morphologiques distinctes : l'Isle Crémieu et la plaine de l'Est Lyonnais, 150 m en contrebas. Le soulèvement alpin du tertiaire a contribué à l'exhaussement et au basculement du plateau de l'Isle Crémieu, essentiellement formé de calcaires secondaire.
La faille occidentale est soulignée par les falaises que contourne le Rhône. La plaine, profonde dépression entre les socles anciens du massif central et des Alpes, peu à peu comblée de dépôts secondaires puis tertiaires, a été finalement modelée par les avancées et reculées glaciaires du quaternaire, dont la dernière phase finalisera les grandes lignes du relief actuel. La commune de Hières-sur-Amby s'est ainsi développée sur un reliquat morainique au pied des falaises culminant aux alentours de 213 m.

#### Sites géologiques remarquables

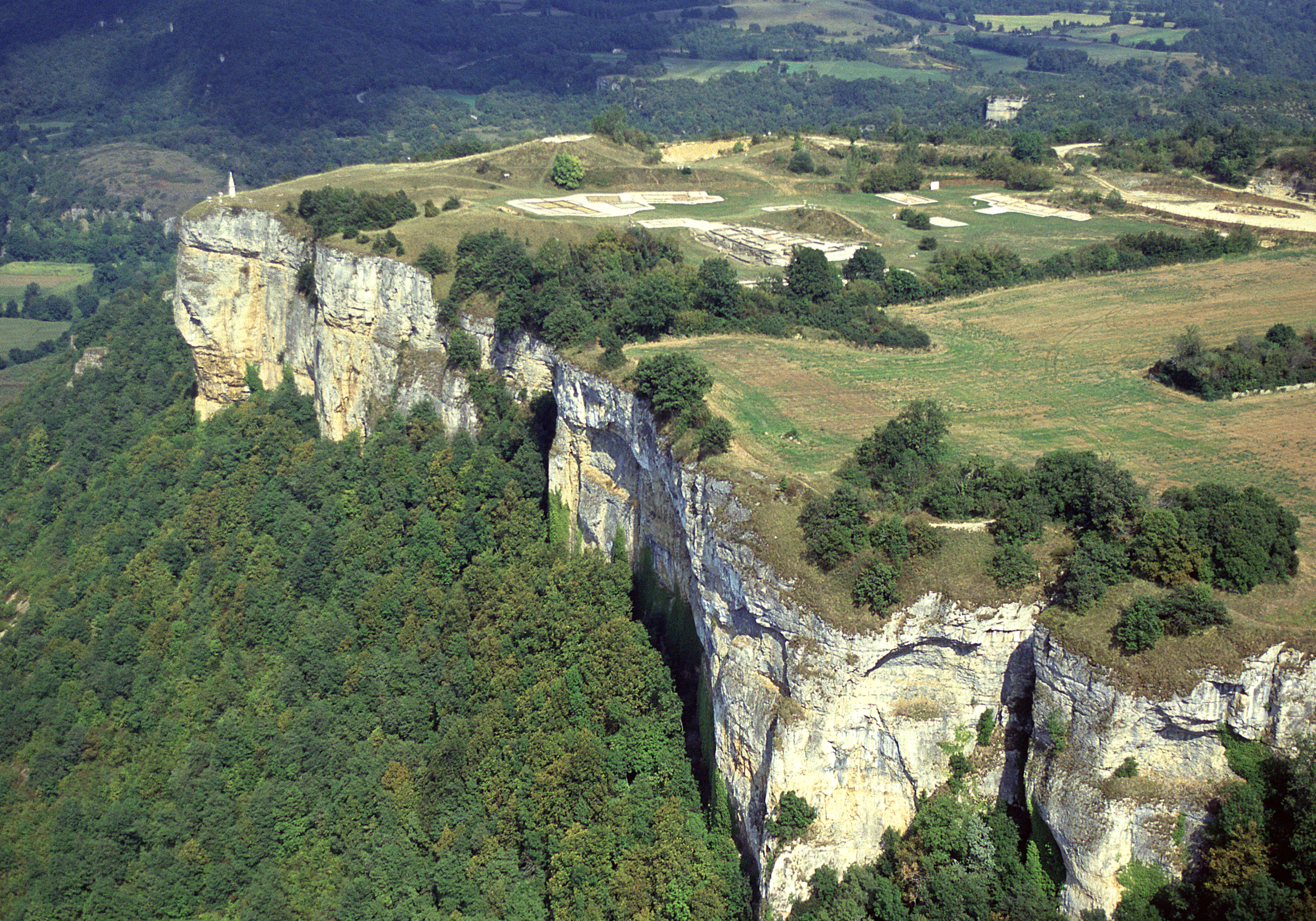
Vue aérienne du site de Larina.

« Les carrières et les belvédères du plateau de Larina », sont un site géologique remarquable de 7,31 hectares partagé entre les communes de Annoisin-Chatelans et Hières-sur-Amby. En 2014, ce site d'intérêt géomorphologique est classé « trois étoiles » à l'« Inventaire du patrimoine géologique ».

### Climat
Pour des articles plus généraux, voir Climat d'Auvergne-Rhône-Alpes et Climat de l'Isère.
En 2010, le climat de la commune est de type climat des marges montargnardes, selon une étude du Centre national de la recherche scientifique s'appuyant sur une série de données couvrant la période 1971-2000. En 2020, Météo-France publie une typologie des climats de la France métropolitaine dans laquelle la commune est exposée à un climat de montagne ou de marges de montagne et est dans la région climatique Bourgogne, vallée de la Saône, caractérisée par un bon ensoleillement (1 900 h/an), un été chaud (18,5 °C), un air sec au printemps et en été et des vents faibles.
Pour la période 1971-2000, la température annuelle moyenne est de 11,5 °C, avec une amplitude thermique annuelle de 17,8 °C. Le cumul annuel moyen de précipitations est de 1 116 mm, avec 11,4 jours de précipitations en janvier et 7,1 jours en juillet. Pour la période 1991-2020, la température moyenne annuelle observée sur la station météorologique de Météo-France la plus proche, « Bénonces », sur la commune de Bénonces à 14 km à vol d'oiseau, est de 8,2 °C et le cumul annuel moyen de précipitations est de 1 723,5 mm,. Pour l'avenir, les paramètres climatiques de la commune estimés pour 2050 selon différents scénarios d'émission de gaz à effet de serre sont consultables sur un site dédié publié par Météo-France en novembre 2022.

### Hydrographe
La partie occidentale du territoire communal est bordé par le Rhône. Son territoire est également traversé par le ruisseau de l'Amby qui prend sa source sur la commune d'Optevoz puis qui se jette dans le Rhône au niveau du territoire communal.

### Voies de communication et transports

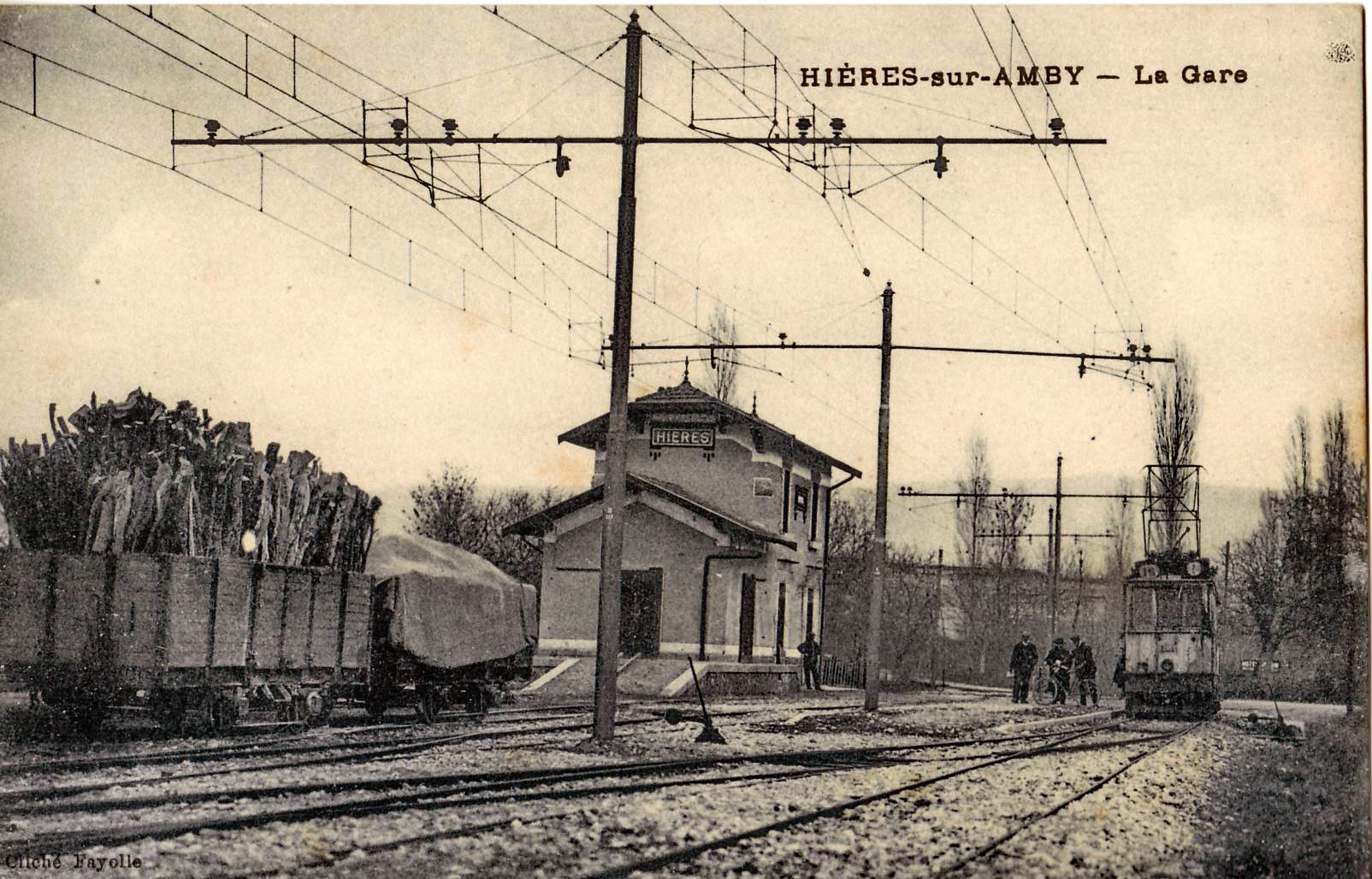
La gare de Hières-sur-Amby qui servait la ligne 16 de l'ancien tramway de Lyon, dont on voit une motrice à droite du cliché, dans une carte postale des années 1920.

Le territoire communal est traversé par la RD65 qui permet de rejoindre la commune voisine de La Balme-les-Grottes.

## Urbanisme

### Typologie
Au 1er janvier 2024, Hières-sur-Amby est catégorisée commune rurale à habitat dispersé, selon la nouvelle grille communale de densité à sept niveaux définie par l'Insee en 2022.
Elle est située hors unité urbaine. Par ailleurs la commune fait partie de l'aire d'attraction de Lyon, dont elle est une commune de la couronne,. Cette aire, qui regroupe 397 communes, est catégorisée dans les aires de 700 000 habitants ou plus (hors Paris),.

### Occupation des sols
L'occupation des sols de la commune, telle qu'elle ressort de la base de données européenne d’occupation biophysique des sols Corine Land Cover (CLC), est marquée par l'importance des territoires agricoles (55 % en 2018), une proportion sensiblement équivalente à celle de 1990 (55,8 %). La répartition détaillée en 2018 est la suivante : 
zones agricoles hétérogènes (49,7 %), forêts (24,6 %), zones urbanisées (7,4 %), zones humides intérieures (5,1 %), zones industrielles ou commerciales et réseaux de communication (4,7 %), prairies (3,1 %), terres arables (2,2 %), eaux continentales (2,2 %), milieux à végétation arbustive et/ou herbacée (1 %). L'évolution de l’occupation des sols de la commune et de ses infrastructures peut être observée sur les différentes représentations cartographiques du territoire : la carte de Cassini (XVIIIe siècle), la carte d'état-major (1820-1866) et les cartes ou photos aériennes de l'IGN pour la période actuelle (1950 à aujourd'hui).

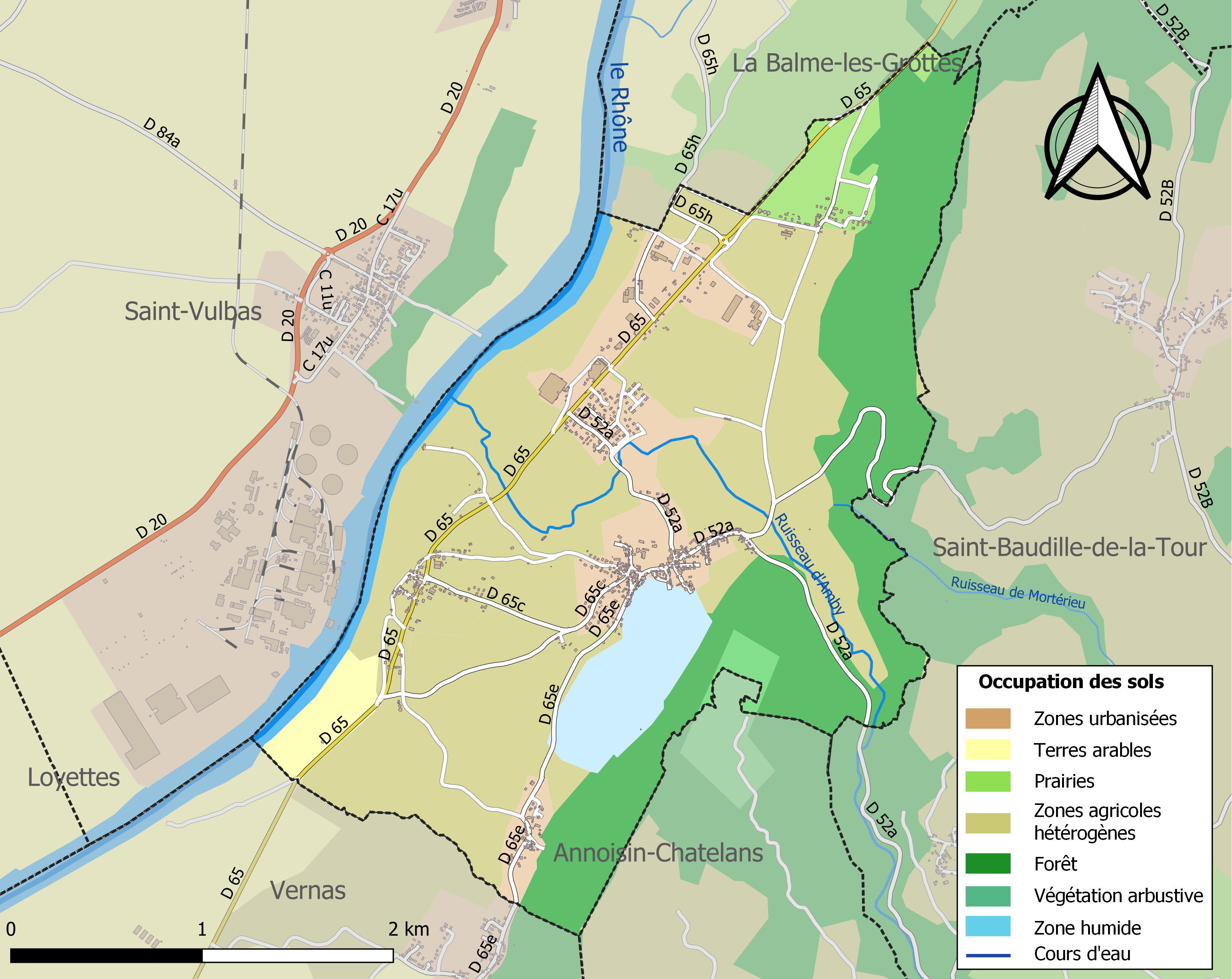
Carte des infrastructures et de l'occupation des sols de la commune en 2018 (CLC).

### Risques naturels et technologiques

#### Risques sismiques
L'ensemble du territoire de la commune de Hières-sur-Amby est situé en zone de sismicité no 3 (modérée), comme la plupart des communes de son secteur géographique.
| Type de zone | Niveau            | Définitions (bâtiment à risque normal) |
| ------------ | ----------------- | -------------------------------------- |
| Zone 3       | Sismicité modérée | accélération = 1,1 m/s2                |

## Histoire

### Antiquité et Moyen Âge
L'oppidum de Larina devait appartenir aux Allobroges. Conquis par Rome au IIe siècle, ce territoire appartient à la Gaule narbonnaise. Après la  chute de l'Empire romain, durant le haut Moyen Âge, la région connaît un épisode burgonde dont l'habitat de hauteur et la nécropole de Larina sont en partie contemporains. Puis Mérovingiens et Carolingiens se succèdent, dans un cadre de vie à caractère largement rural. Durant le Bas Moyen Âge, à partir du Xe siècle, la hiérarchisation des pouvoirs se renforce et la féodalité s'installe.
Le nom de la paroisse de Hières apparaît pour la première fois en 1291 dans un acte de vente. Vers 1300, ceux de Marignieu et de Saint-Étienne sont également mentionnés. Plus tard, les hameaux de Bourcieu et la maison forte de Hières cristallisent d'autres habitats. L'église de Marignieu cesse d'exister au XVIIe siècle, remplacée par celle de La Brosse sur La Balme. L'église de Saint-Étienne est ruinée au XVIIIe siècle et les offices sont transférés sur Hières. Le château de Hières est sur un promontoire à la sortie du Val d'Amby au nord du bourg. Le bâtiment fut brûlé sous la Révolution, l'édifice actuel reflètent des reconstructions contemporaines.
Jusqu'au milieu du XIXe siècle, les ressources locales furent basées sur l'agriculture et le commerce sur le Rhône, comme en témoignent les ports du Noyer ou de la Bruine. Deux moulins se trouvaient à proximité: le moulin de la Bruine (ou moulin Violet) et le moulin d'Avaux. Des moulins appartenant à Pierre d'Optevoz étaient déjà mentionnés au XIIIe siècle à Avaux ; les moulins actuels fonctionnèrent jusqu'en 1926 avant d'être rachetés par la Société de la Soie de Paris.

## Politique et administration

### Liste des maires
| Période                                  | Période  | Identité                | Étiquette | Qualité                    |
| ---------------------------------------- | -------- | ----------------------- | --------- | -------------------------- |
| 1790                                     | 1791     | Sébastien Billiez       |           |                            |
| 1791                                     | 1792     | Etienne Vidon           |           |                            |
| 1792                                     | 1795     | Claude Clerc            |           |                            |
| 1795                                     | 1797     | Gaspard Rigollet        |           |                            |
| 1797                                     | 1799     | Antoine Pomet           |           |                            |
| 1799                                     | 1800     | Jean-Baptiste David     |           |                            |
| 1800                                     | 1813     | Claude Clerc            |           |                            |
| 1813                                     | 1831     | Gaspard Rigollet        |           |                            |
| 1831                                     | 1832     | Pierre Billiez          |           |                            |
| 1832                                     | 1832     | François Penet          |           |                            |
| 1832                                     | 1836     | Henri Teste             |           |                            |
| 1836                                     | 1858     | Benoit Sornin           |           |                            |
| 1858                                     | 1868     | Benoit Delastre         |           |                            |
| 1868                                     | 1873     | Jérémie Esparvier       |           |                            |
| 1873                                     | 1878     | Michel Guillodon        |           |                            |
| 1878                                     | 1884     | Stéphane Vidon          |           |                            |
| 1884                                     | 1888     | Louis Berchet           |           |                            |
| 1888                                     | 1896     | Joseph Troillon         |           |                            |
| 1896                                     | 1912     | Stéphane Vidon          |           |                            |
| 1912                                     | 1915     | Pierre Revenant         |           |                            |
| 1915                                     | 1917     | René Napoléon           |           |                            |
| 1917                                     | 1919     | Pierre Revenant         |           |                            |
| 1919                                     | 1920     | Stéphane Vidon          |           |                            |
| 1920                                     | 1922     | Benoît Penet            |           |                            |
| 1922                                     | 1929     | Jean-Baptiste Paillière |           |                            |
| 1929                                     | 1943     | Camille Michel          | SFIO      |                            |
| 1943                                     | 1944     | Auguste Roussel         |           |                            |
| 1944                                     | 1944     | Joannes Chapit          |           |                            |
| 1944                                     | 1947     | Joseph Christin         |           |                            |
| 1947                                     | 1965     | Émile Joguet            |           |                            |
| 1965                                     | 1971     | Raoul Odievre           |           |                            |
| 1971                                     | 1975     | André Saby              |           |                            |
| 1975                                     | 1995     | Jean Pin                |           |                            |
| 1995                                     | 2008     | Dominique Blanc         |           |                            |
| mars 2008                                | 2020     | Patrick Chollier        | DVG       | Retraité de l'enseignement |
| mai 2020                                 | mai 2021 | Jean-Pierre Marcel      |           |                            |
| 06 juin 2021                             | En cours | Philippe Psaïla         |           | Chef-de-projet             |
| Les données manquantes sont à compléter. |          |                         |           |                            |

## Population et société

### Démographie
L'évolution du nombre d'habitants est connue à travers les recensements de la population effectués dans la commune depuis 1793. Pour les communes de moins de 10 000 habitants, une enquête de recensement portant sur toute la population est réalisée tous les cinq ans, les populations de référence des années intermédiaires étant quant à elles estimées par interpolation ou extrapolation. Pour la commune, le premier recensement exhaustif entrant dans le cadre du nouveau dispositif a été réalisé en 2008.

En 2022, la commune comptait 1 198 habitants, en évolution de −1,72 % par rapport à 2016 (Isère : +3,07 %, France hors Mayotte : +2,11 %).
| 1793 | 1800 | 1806 | 1821 | 1831 | 1836 | 1841 | 1846 | 1851 |
| ---- | ---- | ---- | ---- | ---- | ---- | ---- | ---- | ---- |
| 542  | 627  | 610  | 660  | 750  | 769  | 819  | 834  | 873  |

| 1856 | 1861 | 1866 | 1872 | 1876 | 1881 | 1886 | 1891 | 1896 |
| ---- | ---- | ---- | ---- | ---- | ---- | ---- | ---- | ---- |
| 899  | 883  | 894  | 796  | 826  | 800  | 804  | 800  | 814  |

| 1901 | 1906 | 1911 | 1921 | 1926 | 1931 | 1936 | 1946 | 1954 |
| ---- | ---- | ---- | ---- | ---- | ---- | ---- | ---- | ---- |
| 801  | 747  | 655  | 601  | 622  | 623  | 585  | 573  | 563  |

| 1962 | 1968 | 1975 | 1982 | 1990 | 1999 | 2006  | 2008  | 2013  |
| ---- | ---- | ---- | ---- | ---- | ---- | ----- | ----- | ----- |
| 621  | 640  | 747  | 835  | 925  | 998  | 1 119 | 1 153 | 1 225 |

| 2018  | 2022  | - | - | - | - | - | - | - |
| ----- | ----- | - | - | - | - | - | - | - |
| 1 166 | 1 198 | - | - | - | - | - | - | - |

### Enseignement
La commune est rattachée à l'académie de Grenoble.

### Médias
Historiquement, le quotidien à grand tirage Le Dauphiné libéré consacre, chaque jour, y compris le dimanche, dans son édition du Nord-Isère, un ou plusieurs articles à l'actualité du canton, de la communauté de communes, ainsi que des informations sur les éventuelles manifestations locales, les travaux routiers, et autres événements divers à caractère local.
La commune est située sur l'aire de diffusion de radio Ici Isère, une radio publique qui émet sur tout le territoire du département de l'Isère.

### Cultes
La communauté catholique et l'église de Hières-sur-Amby (propriété de la commune) sont rattachées à la paroisse catholique Saint-martin de l'Isle Crémieu qui, elle-même, est rattachée au diocèse de Grenoble-Vienne.

## Culture locale et patrimoine

### Lieux et monuments

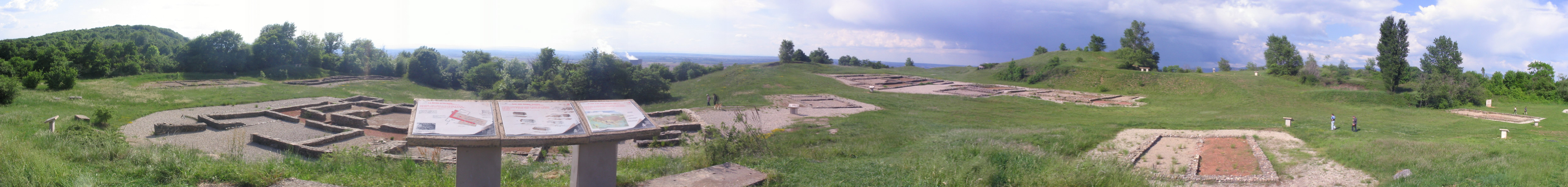
Panorama du site de Larina.

Le site archéologique de Larina : la portion du site typique d'éperon barré, au lieu-dit le Dozier, est classé au titre des Monuments Historiques par arrêté du 12 avril 1983. Le site est de propriété de la commune : les objets retrouvés à Larina remontent le temps, depuis l'âge du bronze jusqu'au Moyen Âge, et ont été récoltés dans la Musée-Maison du Patrimoine. Le site de Larina est aussi classé espace naturel sensible,.
La Ferme de la Balmetière (rue de la Poste) : les bâtiments couverts en lauzes datent du XVIIIe siècle, tandis que le bâtiment couvert en tuile plate date de la seconde moitié du XIXe siècle. Elle présente une cour et un four à pain. La ferme fait l'objet d'une inscription au titre des monuments historiques par arrêté du 22 décembre 1995.

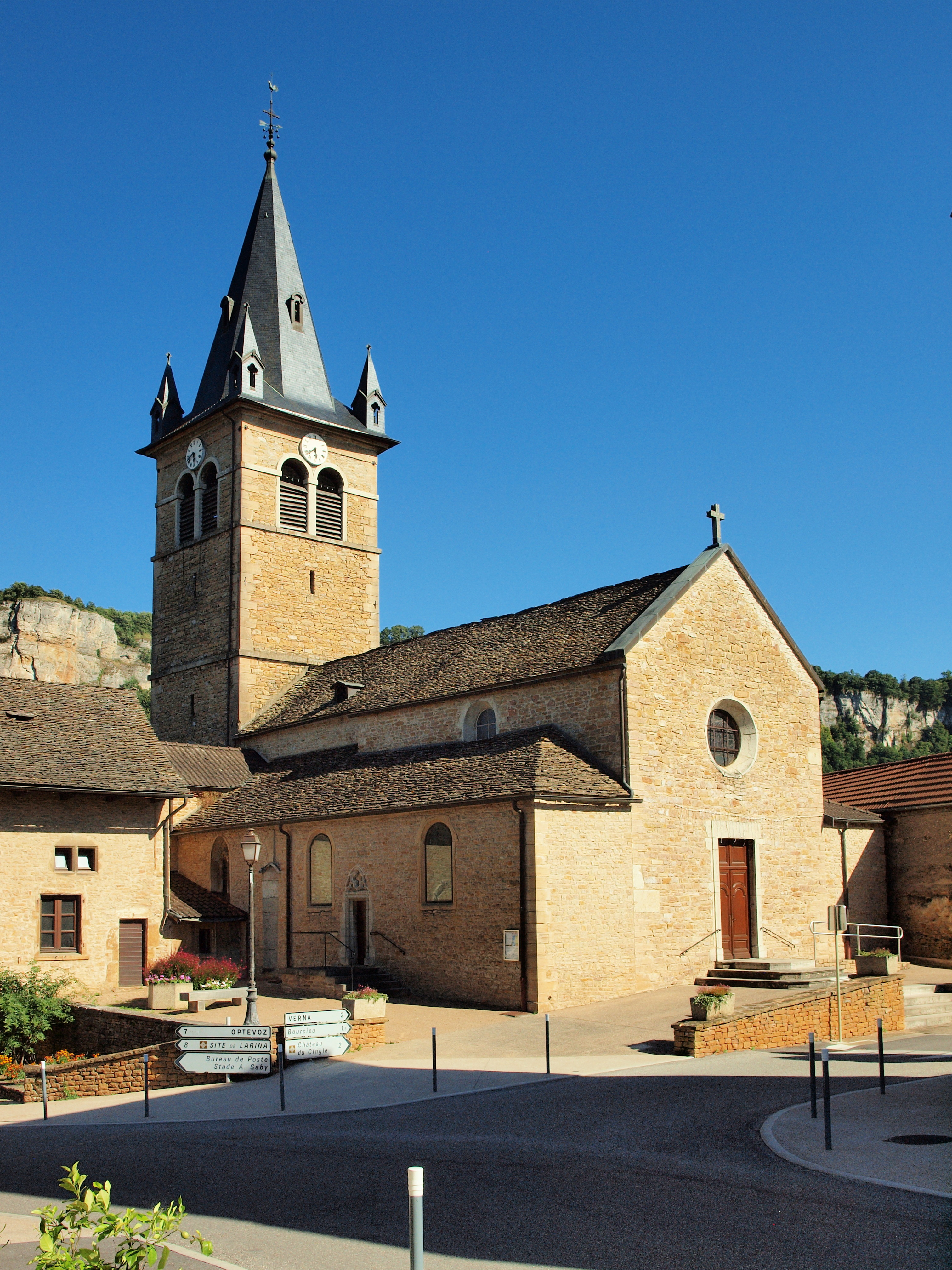
Église paroissiale Saint-Pierre

L'église paroissiale Saint-Pierre d'Hières-sur-Amby, classée monument historique.
Le monument aux morts communal qui se présente sous la forme d'une colonne quadrangulaire avec un chapiteau sculpté. Celui-ci est dédié aux soldats de la commune morts durant les deux guerres mondiales.

### Patrimoine culturel
- Le musée-maison du patrimoine de Hières-sur-Amby, musée de France.

### Héraldique
|  | Hières-sur-Amby possède des armoiries dont l'origine et le blasonnement exact ne sont pas disponibles. |